# Alice Duer Miller

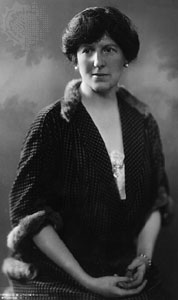
Alice Duer Miller (um 1920)

Alice Duer Miller (eigentlich Alice Maude Duer; * 28. Juli 1874 in New York; † 22. August 1942 ebenda) war eine US-amerikanische Schriftstellerin, Dichterin, Bühnen- und Filmautorin und Feministin.

## Leben
Alice Duer stammte aus einer wohlhabenden New Yorker Bankiersfamilie, am 5. Mai 1893 verlor ihre Familie beim Börsenkrach an der New York Stock Exchange den Großteil ihres Vermögens. Im Jahr 1895 studierte Alice Duer Mathematik und Astronomie am renommierten Barnard College in New York. Sie finanzierte ihr Studium unter anderem durch die Veröffentlichung ihrer schriftstellerischen Werke. Zusammen mit ihrer Schwester Caroline brachte sie in dieser Zeit auch einen Gedichtband heraus. 1899 promovierte Alice Duer und heiratete im selben Jahr den wohlhabenden Henry Wise Miller. Kurz nach der Heirat zog das junge Ehepaar nach Costa Rica, wo ihr Mann eine Kautschukplantage besaß. 1903 kehrte das Paar mit seinem Sohn zurück nach New York, wo ihr Mann ein Vermögen mit Aktien machte.
Alice Duer Miller konnte sich nunmehr ganz auf das Schreiben konzentrieren. Als Frauenrechtlerin veröffentlichte sie eine Reihe von satirischen Gedichten in der New York Tribune. Ihren ersten Erfolg als Schriftstellerin hatte Alice Duer Miller 1916 mit ihrem Buch Come Out of the Kitchen. Die Geschichte wurde als Theaterstück am Broadway aufgeführt und 1948 als Tanz in den Frühling in England mit Anna Neagle und Michael Wilding verfilmt.
In den 1920er und 1930er Jahren folgten weitere Kurzromane, von denen etliche als Bühnenstück inszeniert oder verfilmt wurden, wie beispielsweise 1940 Irene, wiederum verfilmt mit Anna Naegle. Auf ihren Geschichten basieren unter anderem Are Parents People?, Heirate nie beim ersten Mal mit Joan Crawford und Clark Gable nach der Erzählung Forsaking All Others und Roberta, ein Musical mit Irene Dunne, Fred Astaire und Ginger Rogers nach der Geschichte Gowns by Roberta. 1944 verfilmte MGM ihr dramatisches Gedicht The White Cliffs unter dem Titel The White Cliffs of Dover mit Irene Dunne in der Hauptrolle. Ihre erfolgreichste Erzählung war The Charm School über einen jungen Mann, der ein Mädcheninternat erbt, die zu einem erfolgreichen Broadwaystück adaptiert wurde und von Paramount Pictures seit 1921 mehrfach unter dem Titel und darüber hinaus in zahlreichen Variationen verfilmt wurde.
Alice Duer Miller starb am 22. August 1942 in New York und wurde auf dem Evergreen Cemetery in Morristown bestattet.

## Werke (Auswahl)
- Poems (1896)
- Modern Obstacle (1903)
- The Blue Arch (1910)
- Things (1914)
- Are Women People? (1915)
- Come Out of the Kitchen (1916)
- Women Are People! (1917)
- Ladies Must Live (1917)
- The Happiest Time of Their Lives (1918)
- Wings in the Night (1918)
- The Charm School (1919)
- The Beauty and the Bolshevist (1920)
- Manslaughter (1921)
- Priceless Pearl (1924)
- The Reluctant Duchess (1925)
- The Springboard (1928)
- Welcome Home (1928)
- Forsaking All Others (1931)
- Gowns by Roberta (1933)
- Come Out of the Pantry (1934)
- The Rising Star (1935)
- And One Was Beautiful (1937)
- The White Cliffs (1940)

## Filmografie (Auswahl)
Literarische Vorlage
- 1919: Come Out of the Kitchen – Regie: John S. Robertson (mit Marguerite Clark nach Come Out of the Kitchen)
- 1921: The Charm School – Regie: James Cruze (mit Wallace Reid nach The Charm School)
- 1922: Frauen auf schiefer Bahn (Manslaughter) – Regie: Cecil B. DeMille (mit Leatrice Joy und Thomas Meighan nach Manslaughter)
- 1928: Someone to Love – Regie: F. Richard Jones (mit Charles Rogers und Mary Brian nach The Charm School)
- 1930: Manslaughter – Regie: George Abbott (mit Claudette Colbert und Fredric March nach Manslaughter)
- 1934: Heirate nie beim ersten Mal (Forsaking All Others) – Regie: W. S. Van Dyke (mit Joan Crawford und Clark Gable nach Forsaking All Others)
- 1935: Roberta – Regie: William A. Seiter (mit Irene Dunne, Fred Astaire und Ginger Rogers nach Gowns by Roberta)
- 1944: The White Cliffs of Dover – Regie: Clarence Brown (mit Irene Dunne und Alan Marshal nach The White Cliffs)
- 1948: Tanz in den Frühling (Spring in Park Lane) – Regie: Herbert Wilcox (mit Anna Neagle und Michael Wilding nach Come Out of the Kitchen)
- 1952: Männer machen Mode (Lovely to Look At) – Regie: Mervyn LeRoy (mit Kathryn Grayson und Howard Keel nach Gowns by Roberta)

Drehbuch
- 1925: Are Parents People?
- 1936: Collegiate
- 1936: Seine Sekretärin (Wife vs. Secretary)
- 1940: Irene
- 1943: Auf ewig und drei Tage (Forever and a Day)